# Jacob Folkema
Jacob Folkema, né à Dokkum le 18 août 1692 et mort à Amsterdam le 3 février 1767 , est un graveur et dessinateur néerlandais.

## Biographie
Il est formé très jeune par son père Johannes Folkema, orfèvre et par Bernard Picart à Amsterdam.
Sa première œuvre est la gravure de la Vierge et l'Enfant (1707). Il fait surtout des dessins et des eaux-fortes, mais également des portraits en manière noire. Il utilise parfois le burin pour repasser certaines zones d'ombre.
La plupart de ses 300 estampes sont des portraits, des vues topographiques, des frontispices, des illustrations de livre ou des vignettes. Il a réalisé à l'eau-forte plusieurs miniatures qu'avait peintes sa sœur Anna Folkema (en) (1695-1768), qui était également graveuse, et a offert des estampes aux collections nationales de Dresde, pour la collection de gravures de reproduction d'après des chefs-d'œuvre peints qui y sont conservés. Bien qu'il ait surtout travaillé d'après les dessins ou peintures d'autres artistes, des estampes telles que les illustrations pour l'édition du Don Quichotte de Cervantes (Amsterdam, 1731) sont originales.
Il a pour élève Pieter Tanjé.

### Œuvre gravé
De nombreuses gravures emblématiques, parmi lesquelles :
- Impression pour la mort du prince d'Orange ;
- Buste de François Rabelais avec des attributs emblématiques ;
- Le Martyre de saint Pierre et saint Paul d'après Nicolò dell'Abbate ;
- Gravures pour la galerie de Dresde d'après Le Brun et Nicolò dell'Abbate ;
- Chaque homme est conduit par son propre goût, gravure d'après Bernard Picart[4].

Des portraits de personnages illustres :
- Miguel Cervantes, d'après C. Kort ;
- Johannes Ens, professeur de théologie à Utrecht, d'après Colla ;
- Petrus de Maestricht, professeur de théologie à Francfort, d'après le même ;
- Humphrey Prideaux, doyen de Norwich, d'après Enoch Seeman (en) ;
- Suethlagius, pasteur à Amsterdam, d'après Anna Folkema ;
- Portrait de Jean de Labruyère, en buste, de 3/4 dirigé à gauche, 1742, d'après De Saint Jean (peintre)[5].
- Portrait de Samuel von Pufendorf, d'après David Klöcker Ehrenstrahl
- Portrait de Charles de Fieux de Mouhy, d'après François-Adrien Latinville

### Illustration
- De la philosophie de Newton par Voltaire, édité par Etienne Ledet, Amsterdam, 1738, illustré par Jacob Folkema dont le portrait de Voltaire d'après La Tour[6].
- L'Art de peindre. Poëme, avec des réflexions sur les différentes parties de la peinture par Mr. Watelet, Associé libre de l'Académie Royale de Peinture & de Sculpture. Nouvelle edition, Amsterdam, 1761, XXI, 312 p., 17 gravures, frontispice gravé par J. Folkema, 14 vignettes[7].
- Frontispice de Nouvelles ecclésiastiques pour les années 1728, 1729, 1730[8].
- Histoire de l'admirable Don Quichotte de la Manche traduite de l'espagnol de Michel de Cervantes et enrichie des belles figures dessinées de Coypel & gravées par Folkema & Fokke[9].
- Frontispices de Reize rondsom de Werreld Gedaan in de Jaren 1740 tot 1744, door den Heere George Anson, Amsterdam, Isaak Tirion, 1748.

Choix de gravures de Jacob Folkema
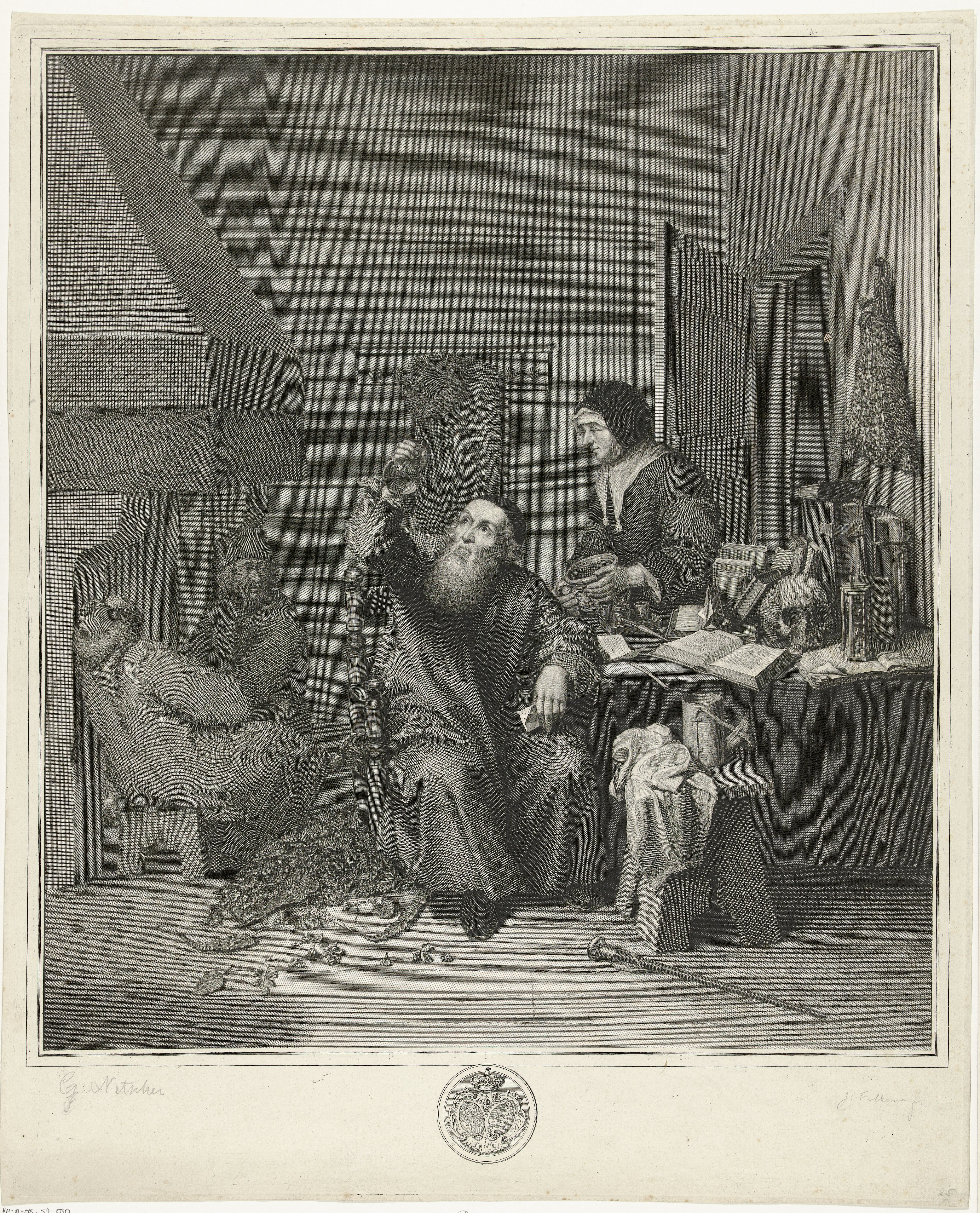
L'Examen d'urine d'après Caspar Netscher
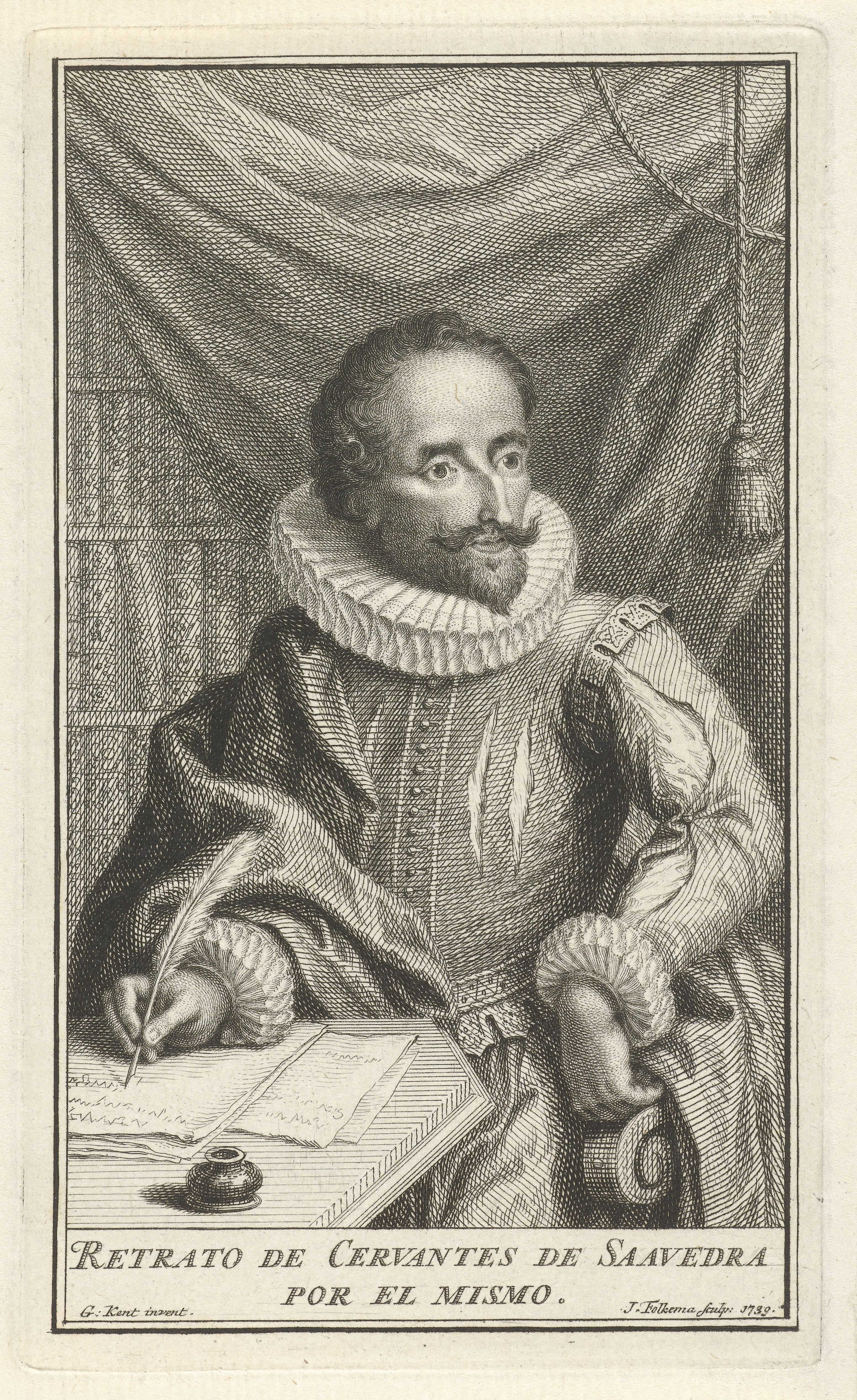
Portrait de Cervantes d'après William Kent
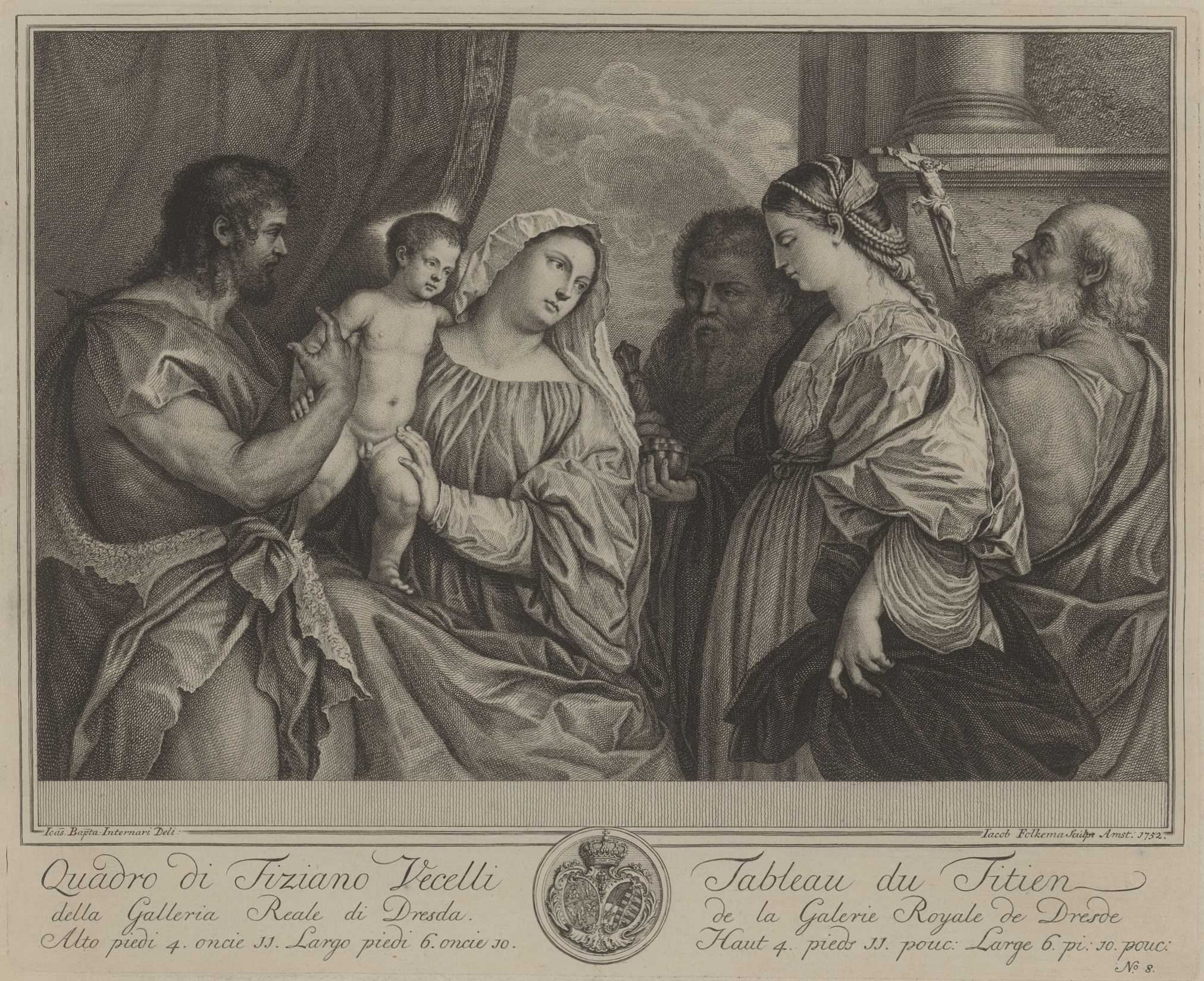
La Vierge et l'enfant d'après Titien (1750)
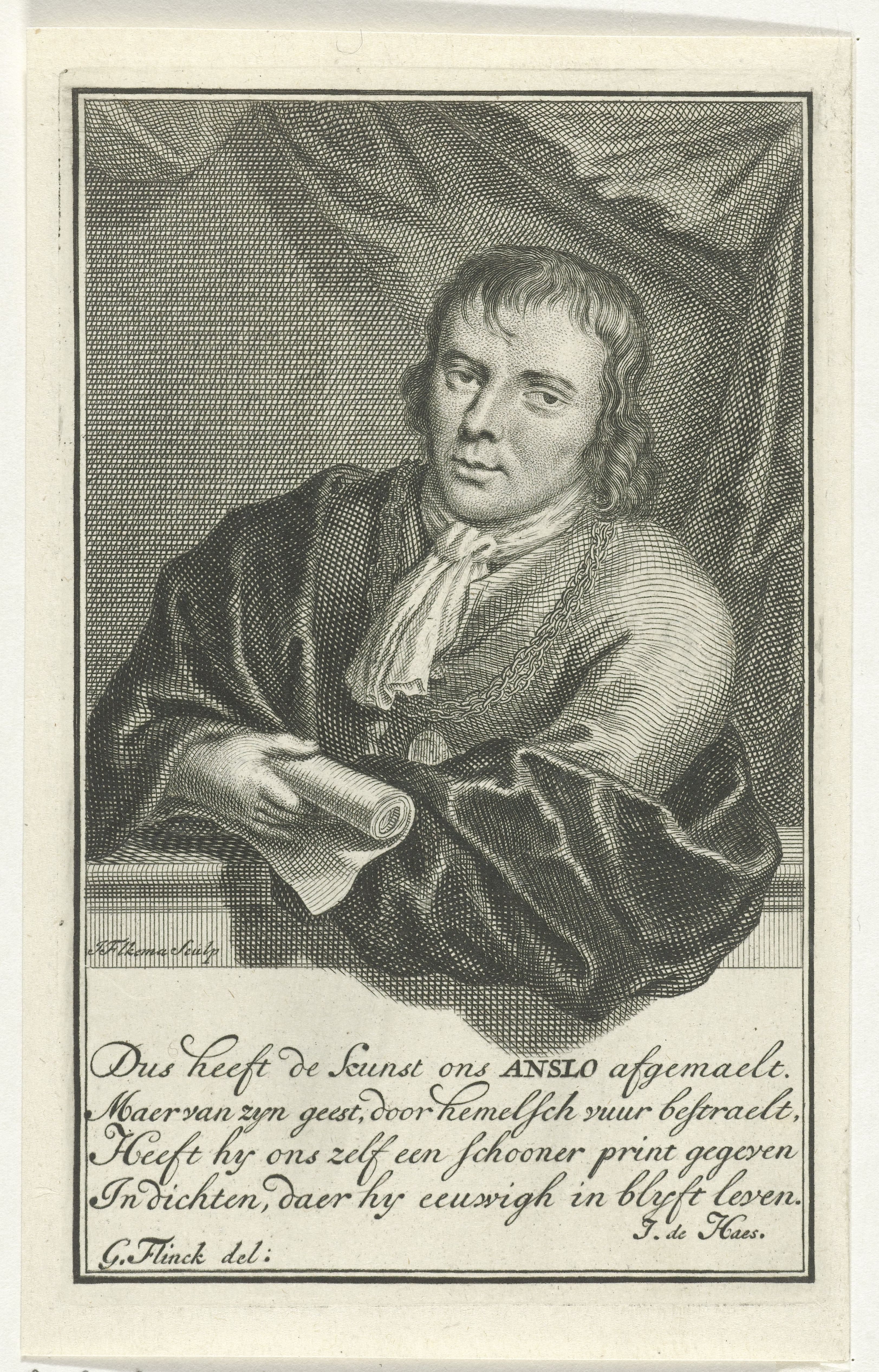
Portrait de Reyer Anslo poète néerlandais
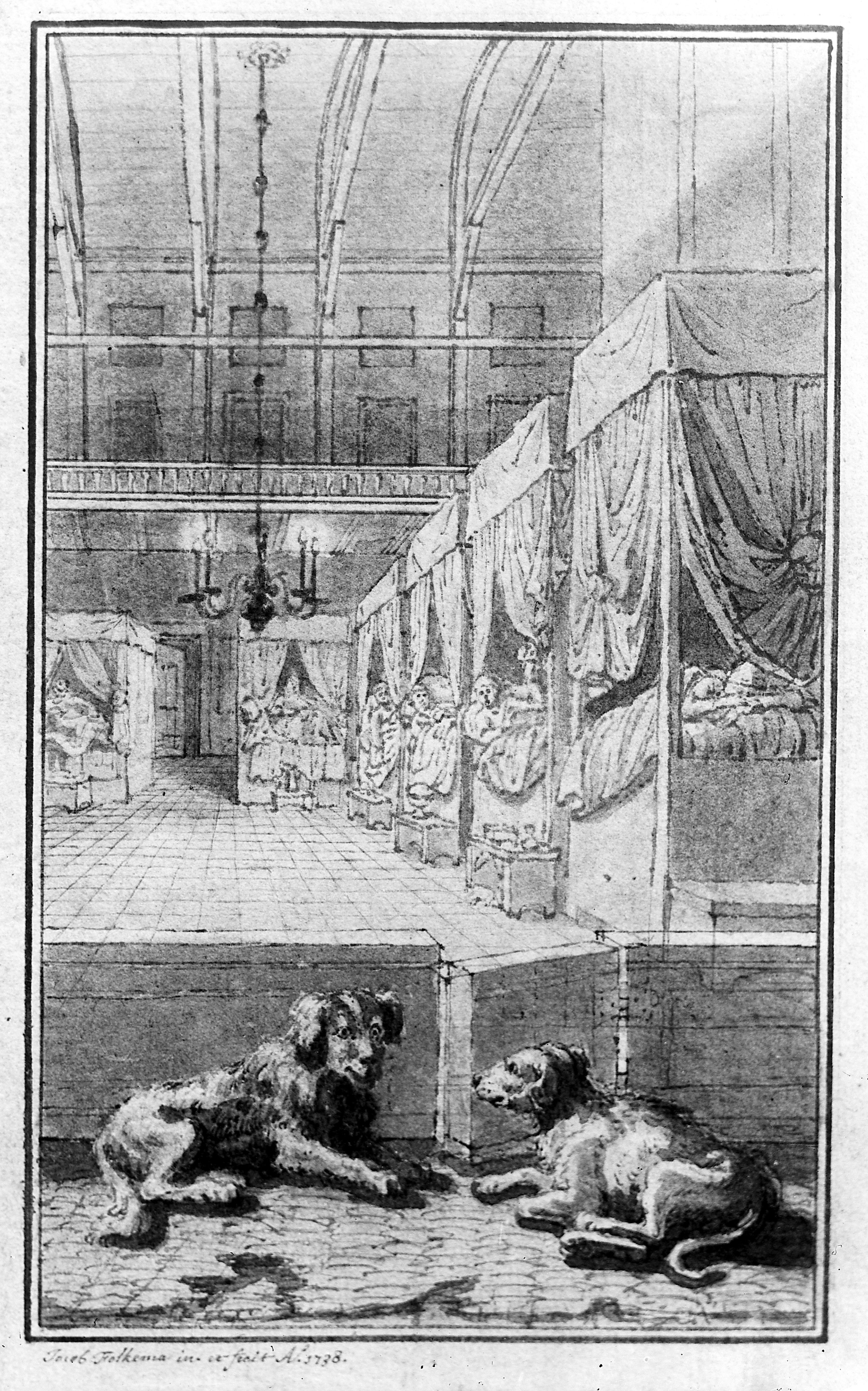
Salle d'un hôpital à Amsterdam
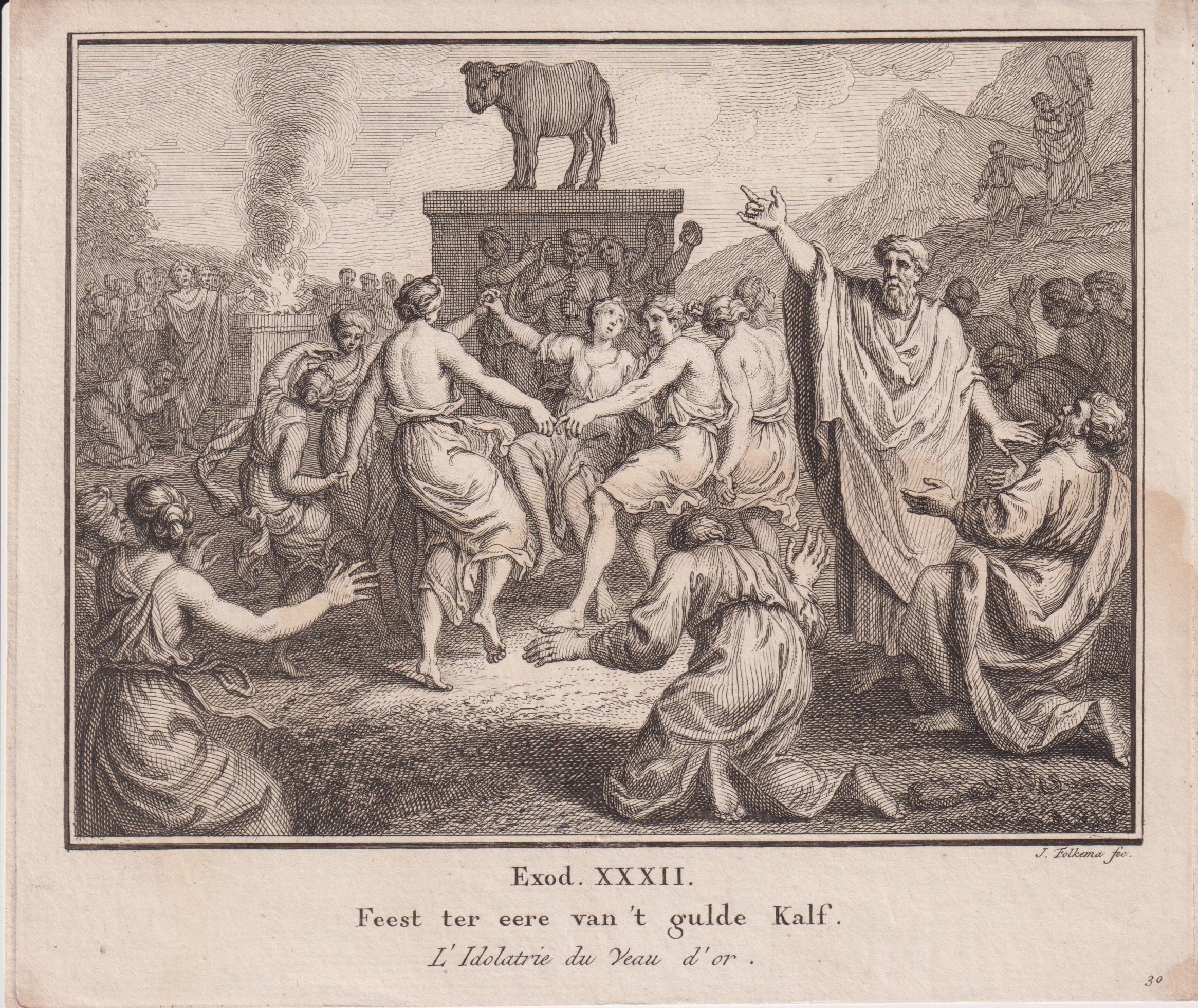
L'idolâtrie du veau d'or, datant d'environ 1750, dans la collection du musée juif de Suisse.